# Йозеф Богуслав Ферстер
Йозеф Богуслав Ферстер (Josef Bohuslav Foerster; 30 грудня 1859 Прага — 29 травня 1951, Нови-Вестец) — чеський композитор, голова чехословацької Академії наук і мистецтв.

## Життєпис
Народився в родині композитора Йозефа Ферстера. Старший брат художника Віктора Ферстера.
Й. Б. Ферстер здобув музичну освіту у Празькій консерваторії. Пізніше переселився разом зі своєю дружиною, оперною співачкою Бертою Лаутерер, в Гамбург, де займався музичною критикою і з 1901 року — викладанням в Гамбурзькій консерваторії. У консерваторії Ферстер познайомився і близько потоваришував з Густавом Малером. У 1903—1918 роках композитор виступає як музичний критик і займається викладанням у Відні. Потім викладає в Празькій консерваторії. У 1921 році стає професором музичної композиції, 1922—1931 роках очолює консерваторію. У 1931—1939 роках Й. Б. Ферстер — глава Чеської академії літератури і мистецтва. У 1946 році йому присвоюється звання Народного артиста Чехословаччини.
Й. Б. Ферстер написав 6 опер, 5 симфоній, симфонічні поеми, сюїти, увертюри, 2 скрипкові концерти і концерт для віолончелі. Крім цього, він писав камерну і духовну хорову музику, а також пісні. Ферстер був прихильником романтичного напряму в мистецтві. У його ранніх творах відчувається вплив Антоніна Дворжака. У 1942—1947 роках вийшла в світ його двотомна автобіографія під назвою «Паломник». Крім музики, майстер проявив себе також як художник; писав переважно пейзажі.